# Aedes serratus
Aedes serratus é um espécie de mosquito do Género Aedes, pertencente à família Culicidae.